# Ичэн (Сянъян)
Ичэ́н (кит. упр. 宜城, пиньинь Yíchéng) — городской уезд городского округа Сянъян провинции Хубэй (КНР).

## История
После того, как китайские земли были объединены в империю Цинь, в этих местах были образованы уезды Яньсянь (鄢县), Сысянь (巳阝县) и Жосянь (鄀县). Во времена империи Хань в 192 году до н.э. уезд Яньсянь был переименован в Ичэн (宜城县).
В последующие бурные эпохи административное устройство этих земель не раз менялось. Во времена южной империи Сун здесь был образован уезд Хуашань (华山县). Во времена империи Лян был создан уезд Шуайдао (率道县). Во времена империи Западная Вэй уезд Хуашань был переименован в Ханьнань (汉南县). Во времена империи Тан уезд Ханьнань был в 634 году присоединён к уезду Шуайдао, а в 742 году уезд Шуайдао был переименован в Ичэн.
В 1940 году эти места стали ареной сражения, известного как Битва за Цзаоян и Ичан. В честь павшего в этом сражении Чжан Цзычжуна уезд Ичэн был в 1945 году переименован в Цзычжун (自忠县). После того, как во время гражданской войны эти места перешли под контроль коммунистов, уезду в 1949 году было возвращено название Ичэн.
В 1949 году был образован Специальный район Сянъян, и уезд вошёл в его состав. В 1970 год Специальный район Сянъян был переименован в Округ Сянъян (襄阳地区).
В 1983 году решением Госсовета КНР город Сянфань и округ Сянъян были объединены в городской округ Сянфань.
В 1994 году уезд Ичэн был преобразован в городской уезд.
В 2010 году решением Госсовета КНР городской округ Сянфань был переименован в Сянъян.

## Административное деление
Городской уезд делится на 2 уличных комитета и 8 посёлков.